# Sandra Pettovello
Sandra Pettovello   (Buenos Aires, 6 d'abril de 1968) és una periodista i política argentina, vicepresidenta de la Unió del Centre Democràtic per la Ciutat Autònoma de Buenos Aires. És la ministra de Capital Humà, des del 10 de desembre de 2023; en l'administració de Javier Milei.
Després de realitzar estudis a la Universitat de Belgrano (1999-2003), va obtenir la llicenciatura en periodisme. Té una llicenciatura en Ciències per a la Família de la Universitat Austral d'Argentina (2016-2019). A més, va cursar estudis de postgrau en polítiques familiars a la Universitat Internacional de Catalunya (2017-2018).
Com a productora periodística, va treballar a Radio El Mundo, DK Group, i a La cornisa, programa de televisió presentat per Luis Majul.
Es va afiliar a la Unió del Centre Democràtic a 19 anys i el 2021 es va convertir en la vicepresidenta del partit.